# Model auta

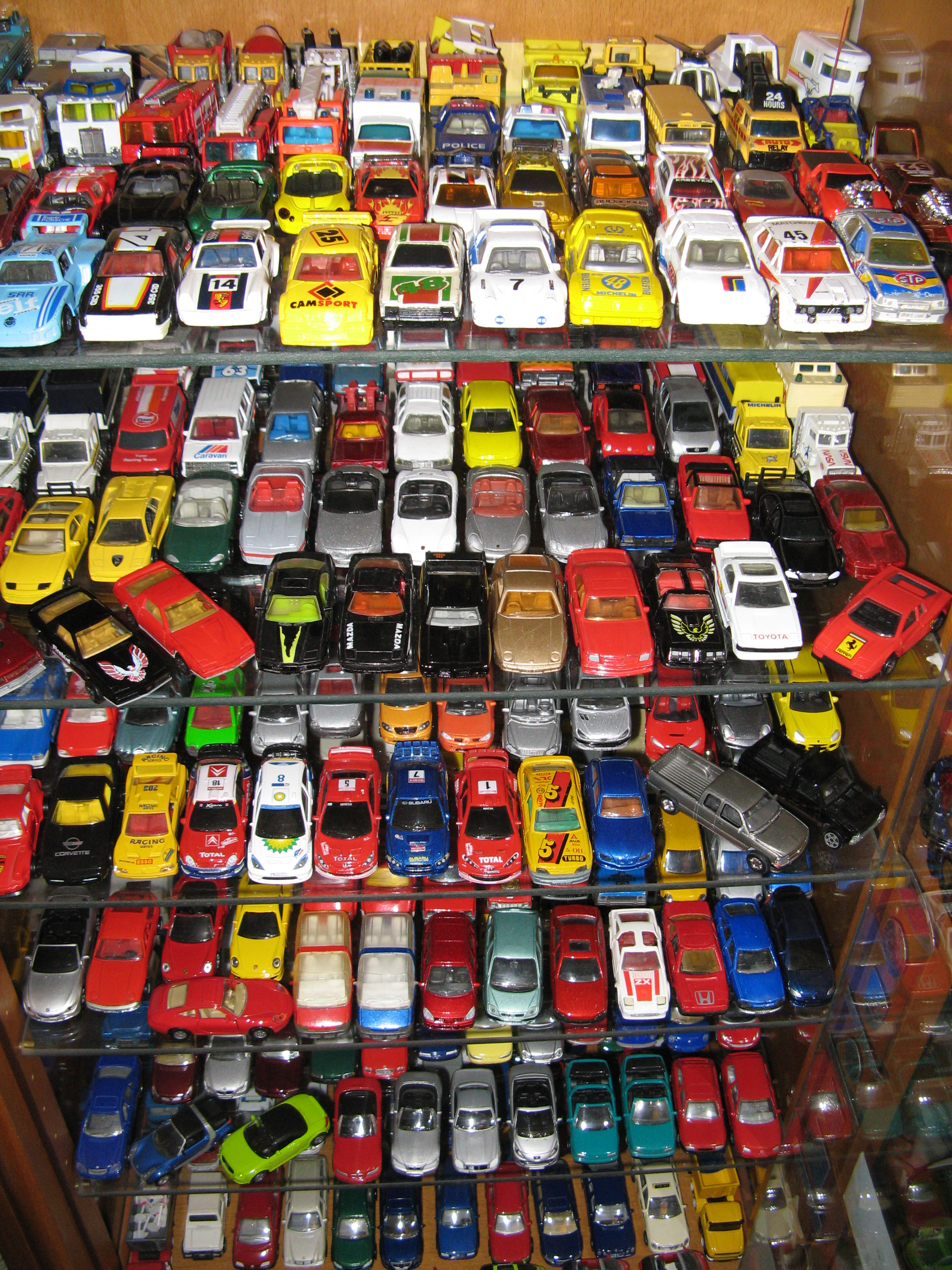
Sbírka modelů aut v měřítku okolo 1:55 (tzv. angličáků)

Model auta (některé výrobky, zejména firmy Lesney, hovorově angličák) je zmenšenina reálného automobilu v určitém měřítku (1:160, 1:120, 1:87, 1:72, 1:55, 1:48, 1:45, 1:43, 1:35, 1:32, 1:24, 1:18, 1:16, 1:12, 1:10, 1:9, 1:8).
Modely se vyrábějí z kovu (např. slitiny zinku a hliníku), plastu a gumy. Předlohou jsou často skutečné značky automobilů.

## Historie
První hračky tohoto typu se začaly vyrábět na počátku 20. století (Meccano v Británii, Dowst Brothers v USA). Modely však byly málo propracované a nebyly příliš odolné; proto je dnes těžké najít angličáky z doby před druhou světovou válkou v zachovalém stavu.
Britská firma Lesney začala vyrábět svá autíčka v roce 1947. Jejich populární série Matchbox 1-75 byly nazvány podle roku 1975, balených v krabičkách připomínajících krabičky od zápalek (angl. matchbox).
V padesátých letech vzrostla popularita angličáků natolik, že se staly předmětem sběratelského zájmu. Modely už byly přesnější a měly tvarovaný i interiér.
Od roku 1968 vyrábí i firma Mattel (předtím známá jen jako výrobce panenek Barbie) svá autíčka – Hot Wheels.

## V Česku
Největší rozkvět mělo toto odvětví až po sametové revoluci. Mezi českými sběrateli patří k nejpopulárnějším modelům vozy takzvaného východního bloku, zejména české. Ty byly zpočátku produkovány zejména českými firmami Kaden (modely vozů značky Tatra a Škoda v měřítku 1:43 a 1:87) a Igra (modely vozů značek Tatra, Liaz, Avia a Praga v měřítku 1:87). Dnes již tyto vozy vyrábí i zahraniční společnosti. Dnes jsou mezi sběrateli nejoblíbenější modely značky Škoda od tuzemské firmy Abrex, a to v měřítkách 1:18, 1:24, 1:43 a 1:72.